# Ишимский механический завод
АО «Иши́мский механический завод» — промышленное предприятие России расположенное в городе Ишим (Тюменская область). С 2008 года дочернее общество ОАО «Российские железные дороги».

## История
Завод основан в декабре 1942 года как мастерские по производству запасных частей к паровозам (в 1942 году был изготовлен для фронта бронепоезд «Патриот»). 3 июня 1947 года приказом № 443 МПС мастерские переименованы в Ишимский механический завод. В 1950 году построен литейный цех и проведена первая плавка чугуна и бронзы.
С 29 сентября 2008 года — ОАО «Ишимский механический завод».
В рамках национального проекта «Производительность труда» на заводе было проведено внедрение мероприятий бережливого производства в процессе изготовления тяговых шестерен для тепловозов.

## Продукция
С 1942 по 1958 годы — завод специализируется на изготовлении запасных частей для конденсационных паровозов «СОк».
С 1958 года завод выпускал запасные части к тепловозам (зубчатые колёса тяговой передачи, секции радиаторов, масляные насосы, вентиляторы). На заводе освоено производство литых деталей стрелочных переводов, стендов для обкатки компрессоров, станков для притирки деталей топливной аппаратуры дизелей.
Как сообщается на деловом портале правительства Тюменской области, к основной продукции завода относятся радиаторы систем охлаждения, для тепловозных дизелей, применяемых также в спецтехнике и для охлаждения трансформаторов электровозов, тяговых агрегатов, блочных и передвижных дизельэлектростанций. На заводе также ремонтируются теплообменные приборы.
По состоянию на 2008 год основной продукцией завода являлись:
- секции водовоздушного радиатора
- секции масляного радиатора
- шестерни для дизелей и приводов подвижного состава и спецтехники
- калориферы
- отливки из серого чугуна (массой до 150 кг)
- валы, вентиляторы, поршни и цилиндры высокого и низкого давления компрессоров КТ6 и КТ7[2]
- сердцевины калориферов[2]